# Kraj Perm
De kraj Perm (Russisch: Пермский край; Permski kraj) is een kraj van Rusland.

## Geschiedenis
De kraj ontstond op 1 december 2005 door het samenvoegen van de oblast Perm en het autonome district Permjakië, nadat de bevolking zich op 7 maart 2003 in een referendum voor de samenvoeging had uitgesproken. Van tevoren hadden beide gebieden al aangegeven dat zij wel voelden voor samenvoeging. In maart 2004 werd de uit te voeren fusie bij wet bekrachtigd.
De hoofdstad van de kraj is Perm, waarheen ook de meeste overheidsinstellingen van het voormalige autonome district Permjakië zijn verplaatst. De zes rajons die deel uitmaakten van Permjakië hebben echter een bepaalde mate van autonomie behouden en alle zaken die de Komi-Permjaken betreffen worden in de voormalige Permjaakse hoofdstad Koedymkar behandeld. Tot 2008 beschikte Komi-Permjakië ook nog over een gescheiden budget. Voor deze overgangsperiode is gekozen, omdat Permjakië sterk afhankelijk is van federale subsidies.
Op 10 oktober 2005 werd Oleg Tsjirkoenov door de leden van het parlement van zowel de oblast Perm als Permjakië tot gouverneur van de kraj Perm gekozen. Voordien was Tsjirkoenov gouverneur van de oblast Perm.
De samenvoeging was onderdeel van een groter plan om het aantal deelgebieden van Rusland terug te brengen tot een veertigtal. Hierop was aangedrongen door de voorzitter van de federale Doema, Gennadi Seleznjov, om door een kleiner aantal deelgebieden het land beter te kunnen besturen.

## Bestuurlijke indeling
De kraj Perm bestaat uit de volgende districten (Russisch: rajons, районы):
| - Bardymski (Бардымский) - Berjozovski (Берёзовский) - Bolsjesosnovski (Большесосновский) - Gajnski (Гайнский) - Gornozavodski (Горнозаводский) - Iljinski (Ильинский) - Jelovski (Еловский) - Joerlinski (Юрлинский) - Joesvinski (Юсьвинский) - Karagajski (Карагайский) - Kisjertski (Кишертский) - Koedymkarski (Кудымкарский) - Koejedinski (Куединский) - Koengoerski (Кунгурский) - Kosinski (Косинский) - Kotsjevski (Кочевский) - Krasnovisjerski (Красновишерский) - Lysvenski (Лысьвенский) | - Nytvenski (Нытвенский) - Ochanski (Оханский) - Oejinski (Уинский) - Oesolski (Усольский) - Oktjabrski (Октябрьский) - Ordinski (Ординский) - Osinski (Осинский) - Otsjerski (Очерский) - Permski (Пермский) - Sivinski (Сивинский) - Soeksoenski (Суксунский) - Solikamski (Соликамский) - Tsjastinski (Частинский) - Tsjerdynski (Чердынский) - Tsjernoesjinski (Чернушинский) - Tsjoesovski (Чусовской) - Veresjtsjaginski (Верещагинский) |